# Monastero reale di Santa Maria di Guadalupe
Il monastero reale di Santa Maria di Guadalupe (spagnolo: Real Monasterio de Nuestra Señora de Guadalupe) è un edificio monastico situato nel comune di Guadalupe della provincia spagnola di Cáceres, comunità autonoma dell'Estremadura. Fu il più importante monastero del Paese per oltre quattro secoli, e uno dei santuari più importanti d'Europa. Nel 1955 è stata insignita del titolo di basilica minore. Al giorno d'oggi è protetto dall'UNESCO quale patrimonio dell'umanità.

## Storia
Il monastero nacque nel tardo tredicesimo secolo, quando un pastore proveniente da Cáceres, di nome Gil Cordero, scoprì sulle rive del fiume Guadalupe una statua della Madonna, probabilmente nascosta dagli abitanti locali durante l'invasione dei Mori del 714. Sul luogo del rinvenimento venne eretta una cappella.
Re Alfonso XI di Castiglia, che visitò la cappella più di una volta, invocò Santa Maria de Guadalupe durante la battaglia del rio Salado del 1340. In seguito ascrisse la vittoria all'intercessione della Madonna, dichiarando la chiesa di Guadalupe santuario reale, e accollandosi i costi della ristrutturazione.
Nel 1389 i monaci dell'Ordine di San Girolamo iniziarono ad abitare il monastero facendolo diventare la loro sede principale. I lavori di costruzione proseguirono sotto il comando del primo priore dell'ordine, e nel 1474 Enrico IV di Castiglia venne sepolto a Guadalupe, vicino alla madre.
Il monastero ha parecchi legami con il Nuovo Mondo, dove Nostra Signora di Guadalupe è molto venerata nella basilica messicana di Nostra Signora di Guadalupe e nel resto del Paese. Fu qui, in Estremadura, che Cristoforo Colombo fece il suo primo pellegrinaggio dopo la scoperta delle Americhe nel 1492, e fu in questo luogo che per la prima volta ringraziò il cielo per la scoperta.
Anche dopo che i monaci ebbero fondato il monastero dell'Escorial, molto più vicino alla capitale del regno, Madrid, Santa Maria de Guadalupe mantenne il patronato reale. Restò il chiostro più importante della Spagna fino alla secolarizzazione dei monasteri del 1835. Nel ventesimo secolo il monastero riprese vita grazie all'ordine francescano e a papa Pio XII, che lo dichiarò "Basilica Papale Minore" nel 1955.

## Descrizione

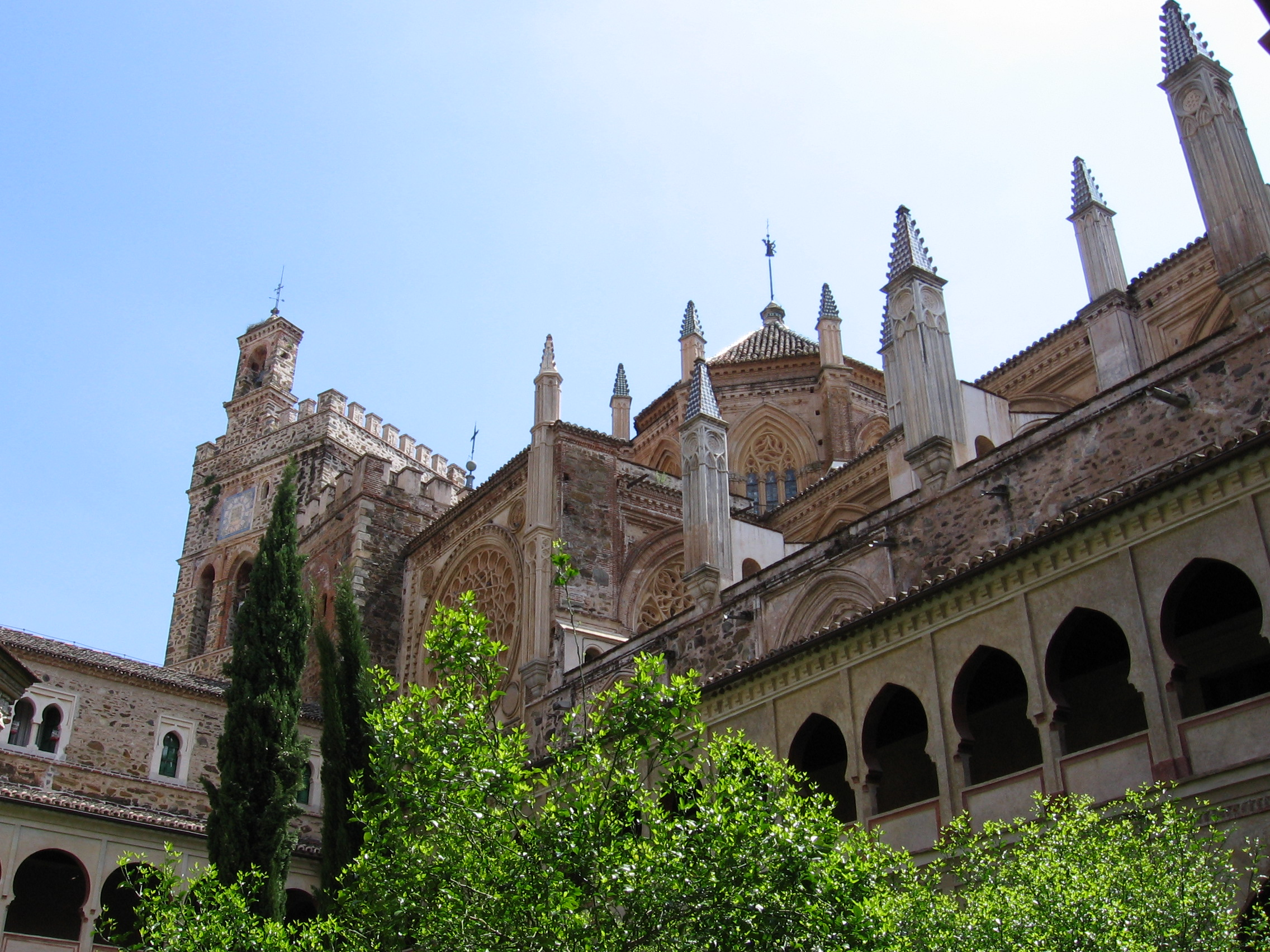
Vista interna del monastero

Il monastero, la cui architettura si sviluppò nell'arco di molti secoli, è tuttora dominato dal templo mayor, o chiesa principale, costruito da Alfonso XI e dai suoi immediati successori nel XIV e XV secolo. Anche la cappella quadrata di Santa Catalina risale al quindicesimo secolo, ed è famosa per un gruppo di ornamenti risalenti al secolo XVII. La cappella reliquiaria del XVI secolo collega Santa Catalina con la sagrestia barocca (1638-47), riccamente decorata e sede di una serie di dipinti di Francisco de Zurbarán.
Dietro alla basilica si trova il Camarín de la Virgen, una struttura barocca ottagonale (1687-96) ornata da stucchi e da nove dipinti di Luca Giordano. Il gioiello di questa sala sfarzosa è un trono contenente la statua della Madonna che dà il nome al monastero.
Altre strutture interessanti sono il chiostro mudéjar (1389-1405), con il magnifico portale in stile plateresco; il chiostro tardo gotico del 1531-33, e la nuova chiesa, commissionata da uno dei discendenti di Colombo nel 1730. Il palazzo di Isabella di Castiglia (1487-91) venne però abbattuto nel 1856.